# Трилогия приквелов «Звёздных войн»
Трилогия приквелов «Звёздных войн» (англ. Star Wars prequel trilogy) — серия эпических фильмов в жанре космическая опера, написанных и снятых Джорджем Лукасом. Фильмы были произведены Lucasfilm Ltd. и распространены компанией 20th Century Fox с 1999 по 2005 год. Трилогия является приквелом к оригинальной трилогии «Звёздных войн» и включает «Эпизод I: Скрытая угроза», «Эпизод II: Атака клонов» и «Эпизод III: Месть ситхов». Это вторая из трёх трилогий в «Саге Скайуокеров» с точки зрения порядка выпуска, но первая хронологически.
Трилогия показывает обучение Энакина Скайуокера (отца героев оригинальной трилогии Люка Скайуокера и Леи Органы) в качестве джедая у Оби-Вана Кеноби и Йоды, его становление на тёмную сторону Силы и рождение как Дарта Вейдера. Трилогия также демонстрирует коррупцию Галактической Республики, уничтожение Ордена джедаев и восход Империи под властью лорда ситхов Дарта Сидиуса. Первые два фильма получили смешанные отзывы, а третий — положительные.

## Происхождение
По словам продюсера первых двух фильмов оригинальной трилогии Гэри Курца, свободные планы касательно трилогии приквелов были разработаны во время работы над двумя оригинальными фильмами. В 1980 году Лукас подтвердил, что он запланировал серию из девяти фильмов, но из-за стресса, связанного с продюсированием оригинальной трилогии, и давления со стороны его жены, он решил отменить дальнейшие сиквелы к 1981 году. Однако технический прогресс в конце 1980-х и начале 1990-х годов, в том числе возможность создавать компьютерные изображения, вдохновил Лукаса на мысль о возвращении к саге. В 1989 году Лукас заявил, что трилогия приквелов будет «невероятно дорогой». После просмотра раннего CGI-теста, созданного Industrial Light & Magic для «Парка Юрского периода», Лукас сказал:
Мы сделали тест для Стивена Спилберга; и когда мы выставили их на экран, у меня на глазах стояли слезы. Это было как один из тех исторических моментов, как изобретение лампочки или первый телефонный звонок. Был преодолен большой разрыв, и вещи никогда не будут прежними.
В 1992 году Лукас признал, что у него есть планы создать трилогию приквелов в журнале Lucasfilm Fan Club, и объявил об этом газете Variety в конце 1993 года. Продюсер Рик МакКаллум заявил Фрэнку Дарабонту, ранее написавшему сценарий к «Хроники молодого Индианы Джонса» и «Побег из Шоушенка», о возможных будущих писательских обязанностях. Его читали по крайней мере до 1995 года, но со временем Лукас продолжил писать сценарии сам. До того, как Лукас решил режиссировать приквелы, Ричард Маркуанд, режиссёр эпизода «Возвращение джедая», выразил заинтересованность в работе над одним из приквелов, однако скончался в 1987 году. Популярность франшизы была продлена расширенной вселенной «Звёздных войн», так что у неё все ещё была большая аудитория. Театральное переиздание оригинальной трилогии в 1997 году «обновило» фильмы 20-летней давности в стиле CGI, предусмотренной для новых эпизодов.

## Фильмы
Ожидаемый фанатами, «Звёздные войны. Эпизод I: Скрытая угроза» был выпущен 19 мая 1999 года. Он рассказывает о том, как джедаи вступают в контакт с молодым Энакином Скайуокером, и о коррупции Галактического Сената Палпатином (Дарт Сидиус).
«Эпизод II: Атака клонов» был выпущен 16 мая 2002 года. Сюжет переносится на 10 лет вперёд и следит за Энакином, который теперь является учеником джедая Оби-Вана Кеноби и заводит запретный роман с Падме Амидалой, а также за разжиганием Войн клонов.
«Эпизод III: Месть ситхов», первый фильм франшизы с рейтингом PG-13, был выпущен 19 мая 2005 года. В нём изображено становление Энакина на тёмную сторону Силы и его возрождение как Дарт Вейдер.
| Фильм                                    | Дата выпуска | Режиссёр     | Сценарист(ы)                  | Сюжет        | Продюсер      | Дистрибьютор                                                         |
| ---------------------------------------- | ------------ | ------------ | ----------------------------- | ------------ | ------------- | -------------------------------------------------------------------- |
| Звёздные войны. Эпизод I: Скрытая угроза | 19 мая 1999  | Джордж Лукас | Джордж Лукас                  | Джордж Лукас | Рик МакКаллум | 20th Century Fox (первоначально) Walt Disney Studios Motion Pictures |
| Звёздные войны. Эпизод II: Атака клонов  | 16 мая 2002  | Джордж Лукас | Джордж Лукас и Джонатан Хейлс | Джордж Лукас | Рик МакКаллум | 20th Century Fox (первоначально) Walt Disney Studios Motion Pictures |
| Звёздные войны. Эпизод III: Месть ситхов | 19 мая 2005  | Джордж Лукас | Джордж Лукас                  | Джордж Лукас | Рик МакКаллум | 20th Century Fox (первоначально) Walt Disney Studios Motion Pictures |

### Эпизод I: Скрытая угроза
За 32 года до событий первого фильма («Эпизод IV: Новая надежда») два рыцаря-джедая — Квай-Гон Джинн и его ученик Оби-Ван Кеноби — обнаруживают, что коррумпированная Торговая Федерация сформировала блокаду вокруг планеты Набу. Сенатор Набу Палпатин, тайный лорд ситхов Дарт Сидиус, тайно спроектировал блокаду в качестве предлога для того, чтобы стать Верховным канцлером Галактической Республики. С помощью королевы Набу Падме Амидалы, Квай-Гон и Оби-Ван избегают блокады. Они приземляются на Татуине, чтобы отремонтировать свой звездолёт, и встречают девятилетнего раба по имени Энакин Скайуокер. Веря, что он был пророчественным «Избранным», Квай-Гон берёт Энакина на обучение как джедая.
Изначально планировалось, что приквелы будут отражать историю, связанную с оригинальной трилогией, но Лукас понял, что они могут составить первую половину одного длинного сюжета, посвящённого Энакину. Это превратит серию фильмов в самодостаточную сагу. В 1994 году Лукас начал писать сценарий для первого приквела, первоначально названного «Эпизод I: Начало» (англ. Episode I: The Beginning). После выхода фильма Лукас объявил, что будет режиссировать следующие два эпизода.

### Эпизод II: Атака клонов
10 лет спустя совершается покушение на Падме Амидалу, которая сейчас является сенатором Набу. Рыцарь-джедай Оби-Ван Кеноби и его ученик Энакин призваны защищать её. Оби-Ван отслеживает убийцу, в то время как Энакин и Падме тайно влюбляются. Тем временем канцлер Палпатин планирует вовлечь галактику в Войны клонов между Республиканской армией солдат-клонов во главе с джедаями и Конфедерацией независимых систем во главе с учеником Палпатина ситхом графом Дуку.
Первый черновик «Эпизода II» был завершён всего за несколько недель до основной съёмки, и Лукас нанял Джонатана Хейлса, сценариста «Хроник молодого Индианы Джонса», чтобы он доработал его. Неуверенный в названии, Лукас в шутку назвал фильм «Великое приключение Джа-Джа» (англ. Jar Jar's Great Adventure). В написании «Империи наносит ответный удар» Лукас первоначально продумал, что Лэндо Калриссиан был клоном с планеты клонов, которая вызвала Войны клонов, упомянутые в «Новой надежде». Позже он придумал концепцию армии клонов отрядов штурмовиков с далёкой планеты, которые напали на Республику и встретили сопротивление со стороны джедаев.

### Эпизод III: Месть ситхов
Спустя три года после начала Войн клонов Энакин разочаровывается в Совете джедаев и начинает видеть Падме, умирающую при родах. Палпатин убеждает Энакина, что мощь тёмной стороны Силы может спасти жизнь Падме. В отчаянии Энакин подчиняется Палпатину и его имя изменяют на Дарта Вейдера. Палпатин приказывает уничтожить джедаев и объявляет бывшую Республику Империей. Вейдер участвует в дуэли на световых мечах с Оби-Ваном на вулканической планете Мустафар, в то время как Падме умирает после рождения близнецов.
Работа над «Эпизодом III» началась ещё до выхода «Эпизода II», с одной сценой, снятой во время производства более раннего фильма. Первоначально Лукас сказал концептуальным художникам, что фильм откроется монтажом Войн клонов, и включал сцену, в которой Палпатин раскрывает Энакину, что он завещал своё зачатие через Силу. Лукас пересмотрел и радикально реорганизовал сюжет, заставив Энакина казнить Дуку в первом акте, чтобы предзнаменовать его падение на тёмную сторону. После того, как в 2003 году была завершена основная съёмка, Лукас внёс ещё несколько изменений, переписав арку Энакина. Теперь он будет в первую очередь обращаться к тёмной стороне в поисках спасения Падме, а не просто верить, что джедаи замышляют захват Республики. Переписывание было выполнено как путём монтажирования основных отснятых материалов, так и путём съёмок новых и исправленных сцен во время съёмок в 2004 году.

## Анимационный сериал
Каждый эпизод анимационного сериала «Звёздные войны: Сказания о джедаях» расскажет историю с участием джедаев времён Трилогии приквелов. Шесть эпизодов разбиты на два «пути»: первый рассказывает о различных этапах жизни Асоки Тано, а второй опишет юность графа Дуку до его перехода на Тёмную сторону Силы.

## Темы
Лукас сознательно приложил усилия для параллельных сцен и диалога между приквелами и оригинальной трилогией, особенно в отношении путешествия Энакина Скайуокера в приквелах и его сына Люка в более старых фильмах. Вместе с оригинальной трилогией Лукас в совокупности назвал первые шесть эпизодических фильмов франшизы «трагедией Дарта Вейдера» (англ. the tragedy of Darth Vader). По словам Лукаса, правильный порядок просмотра фильмов — это порядок эпизодов.
В трилогии приквелов много отсылок к христианству, например, появление Дарта Мола, чей дизайн в значительной степени основан на традиционных изображениях дьявола с красной кожей и рогами. В цикле фильмов «Звёздные войны» есть похожее христианское повествование с участием Энакина Скайуокера; он является «Избранным» — человеком, которому было предсказано привести в равновесие Силу, — который был зачат непорочной девственницей. Однако, в отличие от Иисуса, Энакин теряет светлость и, по-видимому, не может исполнить своё предназначение (пока пророчество не сбудется в «Возвращении джедая»). Сага во многом основана на путешествии героя, архетипическом шаблоне, разработанном сравнительным мифологом Джозефом Кэмпбеллом.
Политология была важным элементом «Звёздных войн» с момента выхода франшизы в 1977 году, в которой основное внимание уделялось борьбе между демократией и диктатурой. Палпатин, который был канцлером до того, как стать Императором в трилогии приквелов, намекает на роль Адольфа Гитлера в качестве канцлера до того, как назначил себя фюрером. Лукас также провёл параллели между Палпатином и историческими диктаторами, такими как Юлий Цезарь и Наполеон Бонапарт, а также бывшим президентом Соединённых Штатов Ричардом Никсоном. Великое истребление джедаев, изображённое в «Мести ситхов», отражает события «Ночи длинных ножей». Коррупция Галактической Республики смоделирована после падения демократической Римской республики и образования империи.

## Переиздания
В 2011 году бокс-сеты оригинальной и приквел трилогии были выпущены на Blu-ray, все с изменениями. 3D-релизы были запланированы для тогдашней франшизы из шести фильмов, но после финансово неудачного 3D-релиза «Скрытой угрозы» в 2012 году остальные были отменены, чтобы сосредоточиться на сиквелах. 11 апреля 2019 года было объявлено, что трилогия приквелов будет доступна после запуска потокового сервиса Disney+.

## Восприятие
Трилогия приквелов получила смешанные отзывы, обычно переходящие от негативных к позитивным с каждой частью. Распространённая критика окружала чрезмерную зависимость от компьютерной графики и зелёных экранов, мелодраматических и деревянных диалогов, включая сцены романа между Энакином и Падме, медленные политические сцены и комический рельефный персонаж Джа-Джа Бинкс. Обратно, некоторые утверждают, что решение политических вопросов, особенно связанных с подъёмом фашизма, было положительным элементом приквелов. Джордж Лукас ответил на негативную критику, заявив, что, как и оригинальные фильмы, они были предназначены «для 12-летних», при этом признав, что фанаты, которые видели оригиналы в молодости, имели разные ожидания, как взрослые. Было отмечено, что приквелы сохранили преданную фанатскую базу, в основном состоящую из миллениалов, которые были детьми на момент их выпуска.
Многие выразили разочарование по поводу исполнения Энакина Скайуокера в трилогии, особенно назвав написание слабым, а диалоги деревянным, хотя игра Хейдена Кристенсена в третьем фильме была встречена более хорошо. Напротив, исполнение Юэна Макгрегора Оби-Вана Кеноби, идущего по стопам сэра Алека Гиннесса, получило всеобщее одобрение. Натали Портман выразила разочарование в связи с негативным приёмом трилогии, сказав: «Когда что-то вызывает такое сильное ожидание, оно может почти только разочаровать». Она также признала, что «с точки зрения времени это было переоценено многими людьми, которые действительно любят их сейчас».
Трилогия также подверглась некоторой критике за эстетическое противоречие с оригинальной трилогией. В то время как в старых фильмах используются грубые и устаревшие технологии, в приквелах изображены относительно гладкие и новые промышленные дизайны. Некоторые критиковали этот выбор дизайна, говоря, что он заставляет более ранний период времени изображать более развитую цивилизацию, хотя «Месть ситхов» приближает дизайн к оригинальной трилогии.

### Критическая реакция
| Фильм          | Rotten Tomatoes                              | Metacritic      | CinemaScore |
| -------------- | -------------------------------------------- | --------------- | ----------- |
| Скрытая угроза | 53 % (6/10 средний рейтинг) (223 отзыва)     | 51 (36 отзывов) | A−          |
| Атака клонов   | 66 % (6.62/10 средний рейтинг) (250 отзывов) | 54 (39 отзывов) | A−          |
| Месть ситхов   | 80 % (7.29/10 средний рейтинг) (296 отзывов) | 68 (40 отзывов) | A−          |

### Премия Оскар
| Оскар                     | Фильм             | Фильм             | Фильм             |
| Оскар                     | Скрытая угроза    | Атака клонов      | Месть ситхов      |
| Оскар                     | 72-я премия Оскар | 75-я премия Оскар | 78-я премия Оскар |
| ------------------------- | ----------------- | ----------------- | ----------------- |
| Лучший грим               | н/д               | н/д               | Номинация         |
| Лучший звуковой монтаж    | Номинация         | н/д               | н/д               |
| Лучший звук               | Номинация         | н/д               | н/д               |
| Лучшие визуальные эффекты | Номинация         | Номинация         | н/д               |

### Премия Сатурн
| Сатурн                             | Фильм              | Фильм              | Фильм              |
| Сатурн                             | Скрытая угроза     | Атака клонов       | Месть ситхов       |
| Сатурн                             | 26-я премия Сатурн | 29-я премия Сатурн | 32-я премия Сатурн |
| ---------------------------------- | ------------------ | ------------------ | ------------------ |
| Лучший научно-фантастический фильм | Номинация          | Номинация          | Победа             |
| Лучшая режиссура                   | Номинация          | Номинация          | Номинация          |
| Лучший сценарий                    | н/д                | н/д                | Номинация          |
| Лучший актёр                       | Номинация          | н/д                | Номинация          |
| Лучшая актриса                     | н/д                | Номинация          | Номинация          |
| Лучший актёр второго плана         | Номинация          | н/д                | Номинация          |
| Лучшая актриса второго плана       | Номинация          | н/д                | н/д                |
| Лучший молодой актёр или актриса   | Номинация          | Номинация          | н/д                |
| Лучший молодой актёр или актриса   | Номинация          | Номинация          | н/д                |
| Лучшая музыка                      | н/д                | Номинация          | Победа             |
| Лучшие костюмы                     | Победа             | Победа             | Номинация          |
| Лучший грим                        | Номинация          | н/д                | Номинация          |
| Лучшие спецэффекты                 | Победа             | Победа             | Номинация          |
| Лучшее специальное DVD-издание     | н/д                | Номинация          | н/д                |
| Лучший DVD-сборник                 | Номинация          | Номинация          | Номинация          |

### Кассовые сборы
| Фильм          | Дата выпуска | Бюджет   | Доходы от кассовых сборов | Доходы от кассовых сборов                  | Доходы от кассовых сборов | Доходы от кассовых сборов | Рейтинги кассовых сборов | Рейтинги кассовых сборов | Cc            |
| Фильм          | Дата выпуска | Бюджет   | Северная Америка          | С поправкой на инфляцию (Северная Америка) | Другие территории         | В мире                    | All-time North America   | All-time worldwide       | Cc            |
| -------------- | ------------ | -------- | ------------------------- | ------------------------------------------ | ------------------------- | ------------------------- | ------------------------ | ------------------------ | ------------- |
| Скрытая угроза | 19 мая 1999  | $115 млн | $474,544,677              | $815,518,000                               | $552,500,000              | $1,027,044,677            | #15                      | #35                      | [ 56 ] [ 57 ] |
| Атака клонов   | 16 мая 2002  | $115 млн | $310,676,740              | $482,820,000                               | $338,721,588              | $649,398,328              | #73                      | #130                     | [ 58 ] [ 59 ] |
| Месть ситхов   | 19 мая 2005  | $113 млн | $380,270,577              | $535,701,000                               | $469,765,058              | $850,035,635              | #39                      | #71                      | [ 60 ] [ 61 ] |
| Итог           | Итог         | $343 млн | $1 165 491 994            | $1,834,039,000                             | $1 360 986 646            | $2 526 478 640            |                          |                          |               |

1. ↑  Подсчёт инфляции осложняется тем, что первые фильмы имели несколько выпусков в разные годы, поэтому их доходы не могут быть скорректированы к первоначальному году выпуска. Показатели с учётом инфляции за 2005 год можно найти в
George Lucas's Blockbusting: A Decade-By-Decade Survey of Timeless Movies Including Untold Secrets of Their Financial and Cultural Success. — HarperCollins, 2010. — P. 519. — ISBN 978-0061778896. Корректировка на текущий курс[англ.] осуществляется в сочетании с Индексом потребительских цен в США[англ.], предоставленным Федеральным резервным банком Миннеаполиса, 2005 год используется в качестве базового года.